# Günter Kupetz

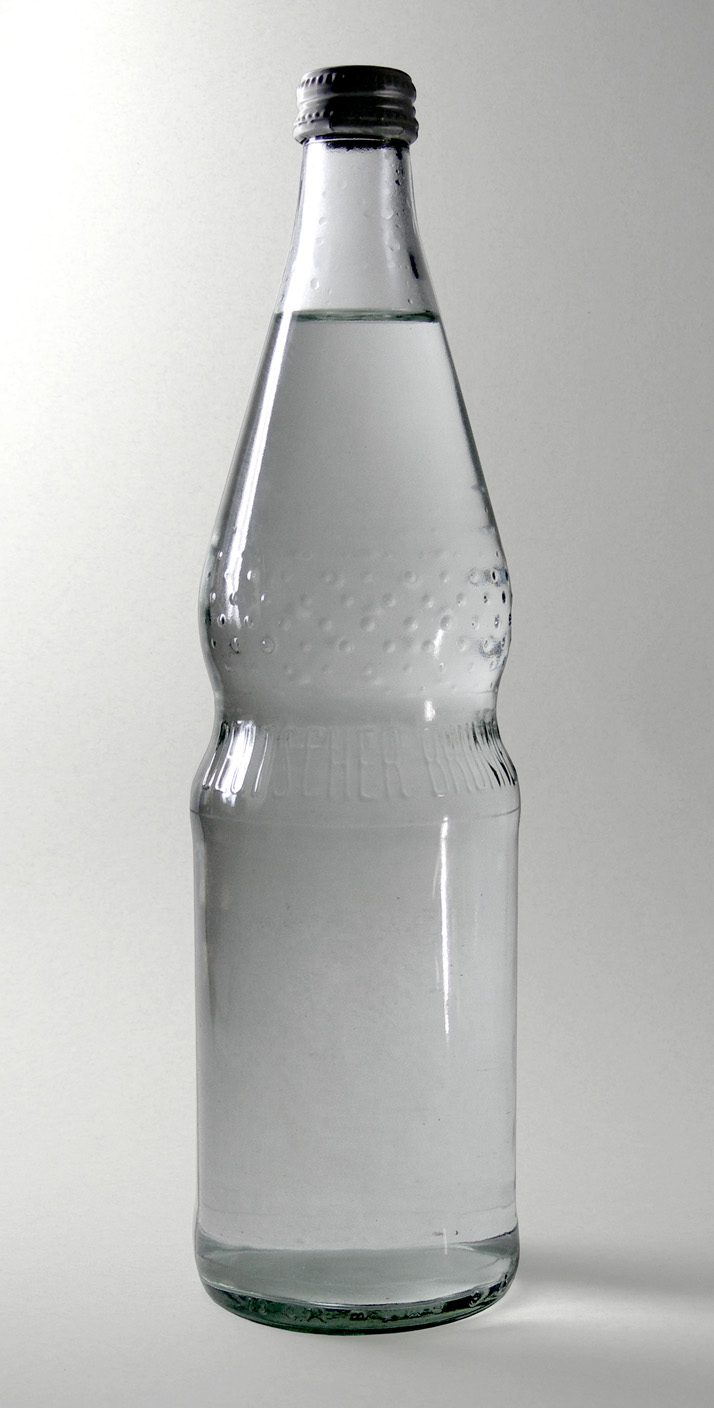
Normbrunnenflasche von 1971

Günter Kupetz (* 20. November 1925 in Rüdersdorf bei Berlin; † 24. März 2018) war ein deutscher Industriedesigner und Hochschullehrer.

## Leben
1946 begann Kupetz zunächst ein Architekturstudium, wechselte jedoch bald zur Grafik und schließlich in die Bildhauerklasse von Bernhard Heiliger. Anfang der 50er Jahre begann er – beeinflusst durch das skandinavische Design – Gebrauchsgegenstände zu entwickeln. Von 1954 bis 1961 arbeitete er für WMF, wo er unter anderem ein Whisky-Set aus Bleiglas entwarf, das Louis Armstrong „das schönste der Welt“ nannte. Er gilt als einer der bedeutendsten Designer von WMF. Mit einigen Entwürfen war er 1957 auf der Mailänder Triennale und 1958 auf der Weltausstellung in Brüssel beteiligt.
1959 gehörte Kupetz zu den Gründungsmitgliedern des Verband Deutscher Industrie-Designer (VDID) und damit zu den Designern der „ersten Stunde“ der Bundesrepublik Deutschland. 1971 folgte er dem Ruf an die heutige Kunsthochschule Kassel der Universität Kassel. Dort unterrichtete Kupetz Gebrauchsgüterdesign. Er baute gemeinsam mit Herbert Oestreich dort dieses Fach auf, davor unterrichtete er an der Werkkunstschule Kassel. 1973 wurde er an die Berliner Hochschule der Künste berufen. Dort arbeitete er bis zu seiner Emeritierung als Professor für Produktdesign.
Anlässlich seines achtzigsten Geburtstags fand im Berliner Bauhaus-Archiv vom 5. April bis 5. Juni 2006 eine Sonderausstellung zu seinem Lebenswerk statt.

„Von dem uns vertrauten Bild des Künstlers in der Industrie, der von der guten Form träumend an seinem Löffel herumfeilt, vom letzten Handwerker in der Industrie, wie er einmal genannt wurde, müssen wir uns trennen. Wir werden uns an einen neuen Typus von Designer gewöhnen müssen ... Es ist selbstverständlich, dass dieser Designer mit Fertigungs- und Absatzfragen ebenso vertraut ist wie sein Auftraggeber.“

Kupetz war in erster Ehe mit der Designerin Sigrid Kupetz (1926–2017) verheiratet. 
Seine letzte Ruhestätte fand  Günter Kupetz auf dem Waldfriedhof in Birkenwerder.

## Werk
Von seinen mehr als 1000 Entwürfen gehören die Pril-Spülmittelflasche von 1960, das Tastentelefon für AEG Telefunken von 1962 und der Hähnchengrill der Wienerwald-Restaurants von 1963 zu den bekanntesten. 1968/69 entwarf er die Normbrunnenflasche für Mineralwasser, umgangssprachlich auch Perlenflasche genannt, die von 1971 bis ca. 2013 etwa fünf Milliarden Mal hergestellt wurde und damit die häufigste Mehrwegverpackung Deutschlands sein dürfte. Kupetz selbst sagte dazu: „Ich halte den Entwurf für zeitlos und würde sagen, verbessern kann man ihn eigentlich nicht.“

## Preise
- Bundespreis Gute Form für die Perlenflasche 1982
- Ehrenpreis der Deutschen Umwelthilfe 2010[6]